# NGC 595
NGC 595 ist ein H-II-Gebiet in der Galaxie Messier 33 im Sternbild Dreieck am nördlichen Fixsternhimmel. Nach NGC 604 ist es das zweithellste H-II-Gebiet in M33.
NGC 595 wurde am 1. Oktober 1864 vom deutsch-dänischen Astronomen Heinrich Louis d’Arrest entdeckt.